# カム・オン・オーヴァー・ベイビー (オール・アイ・ウォント・イズ・ユー)
「カム・オン・オーヴァー・ベイビー (オール・アイ・ウォント・イズ・ユー)」(Come On Over Baby (All I Want Is You)は、アメリカ合衆国のシンガーソングライターのクリスティーナ・アギレラの楽曲。

## 解説
この曲は、デビュー・アルバム『クリスティーナ・アギレラ』から4枚目のシングルとして発売された。シングル・バージョンでは歌詞の変更が行われている。
Billboard Hot 100では自身3曲目となる首位を記録（4週連続）、2021年現在単独名義での首位獲得はこの曲が最後となっている。
スペイン語バージョンの「ヴェン・コンミーゴ」も制作され、『ミ・リフレホ〜マイ・リフレクション』に収録されたほか、こちらのバージョンもシングルとして発売された。

## 収録曲
CDシングル
1. Come on Over Baby (All I Want Is You) (Radio Version) – 3:23
2. Ven Conmigo (Solamente Tú) – 3:12
3. I Turn to You (Cutfather & Joe Remix) – 4:14